# Hart, Hampshire
Hart este un district ne-metropolitan situat în Regatul Unit, în comitatul Hampshire din regiunea South East, Anglia.

## Orașe din cadrul districtului
- Fleet
- Yateley